# Skálatoftir

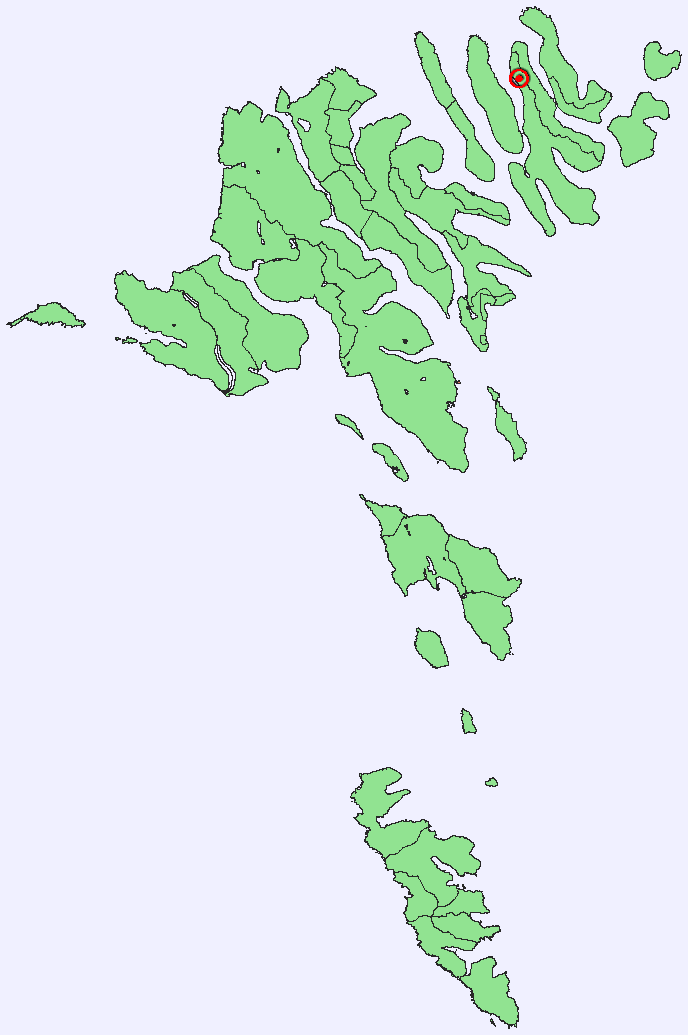
Position auf der Färöerkarte

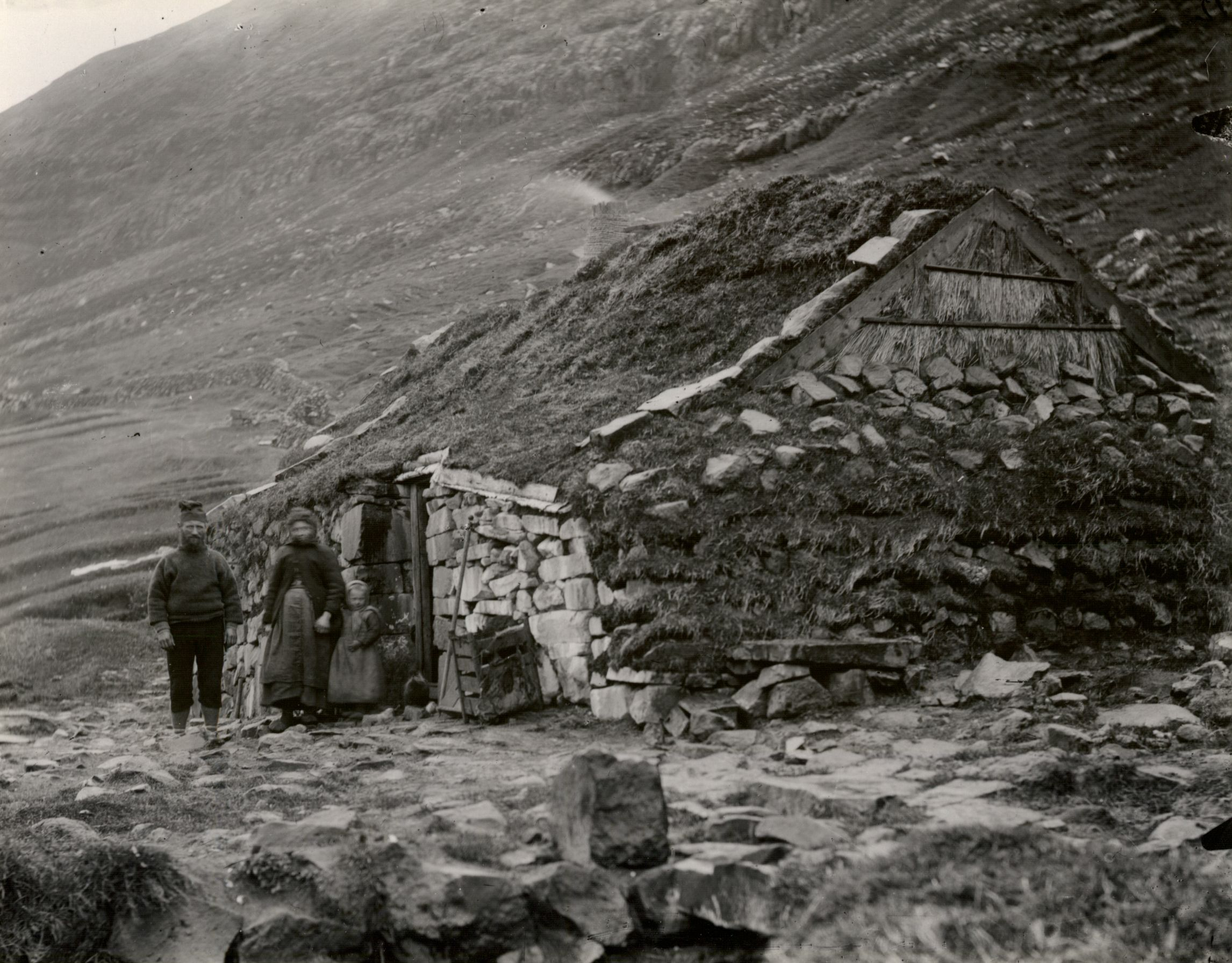
Skálatoftir 1898

Skálatoftir [ˈskɔalaˌtɔftɪr] (dänisch Skåletofte) ist ein verlassener Ort der Färöer an der Westküste der Nordinsel Borðoy.
Der Ort liegt im Norden der Insel Borðoy gegenüber dem ebenfalls verlassenen Skarð auf der anderen Seite der Meerenge Haraldssund. Skálatoftir wurde 1914 verlassen.
Noch heute führt ein Wanderweg am Ufer entlang zu der alten Gemarkung. Er beginnt nördlich des Kraftwerks, im ebenfalls verlassenem Ort Strond an dem Damm, der nördlich von Ánirnar nach Kunoy führt. Die Route ist leicht zu begehen und bekannt für ihren Vogelreichtum. Von Skálatoftir hat man einen guten Ausblick auf das Kap Kunoyarnakkur.
Koordinaten: 62° 19′ N, 6° 36′ W